# Supercopa de España 2012
Supercopa de España 2012 byl 29. ročník tradičního fotbalového duelu o španělský Superpohár. Zápas se odehrál mezi vítězem Primera División za sezonu 2011/12, kterým se stal Real Madrid, a vítězem španělského poháru Copa del Rey, kterým se za tentýž rok stala FC Barcelona. Souboj byl rozdělen na dva zápasy, přičemž na hřišti obou zástupců se odehrál jeden. Oba zápasy byly na programu v srpnu 2012, první z nich na hřišti Camp Nou (Barcelona).
První zápas se odehrál 23. srpna 2012 na Camp Nou (Barcelona). Odveta byla na programu 29. srpna 2012 na Estadio Santiago Bernabéu (Madrid).

## Zápasy

### Úvodní utkání
| 23. srpna 2012 22:30 SELČ                 |        |                                    |                                                                |
| FC Barcelona                              | 3 – 2  | Real Madrid                        | Camp Nou, Barcelona diváci: 91 728 rozhodčí: Carlos Clos Gómez |
| Pedro 56' Lionel Messi 70' (pen) Xavi 77' | Report | 54' Cristiano Ronaldo 85' Di María | Camp Nou, Barcelona diváci: 91 728 rozhodčí: Carlos Clos Gómez |

| Barcelona | Real Madrid |

| Barcelona:    |    |                   |     |     |
|               |    |                   |     |     |
| GK            | 1  | Víctor Valdés     |     |     |
| RB            | 2  | Daniel Alves      |     |     |
| CB            | 14 | Javier Mascherano | 45' |     |
| CB            | 3  | Gerard Piqué      |     |     |
| LB            | 21 | Adriano           |     |     |
| DM            | 16 | Sergio Busquets   |     |     |
| CM            | 6  | Xavi (C)          |     | 83' |
| CM            | 8  | Andrés Iniesta    |     |     |
| RW            | 9  | Alexis Sánchez    |     | 72' |
| LW            | 17 | Pedro             |     | 87' |
| CF            | 10 | Lionel Messi      |     |     |
| Náhradníci:   |    |                   |     |     |
| GK            | 13 | José Manuel Pinto |     |     |
| DF            | 5  | Carles Puyol      |     |     |
| DF            | 18 | Jordi Alba        |     | 87' |
| MF            | 4  | Cesc Fàbregas     |     | 83' |
| MF            | 28 | Sergi Roberto     |     |     |
| MF            | 37 | Cristian Tello    |     | 72' |
| FW            | 7  | David Villa       |     |     |
| Trenér:       |    |                   |     |     |
| Tito Vilanova |    |                   |     |     |

| Real Madrid:  |    |                   |     |     |
|               |    |                   |     |     |
| GK            | 1  | Iker Casillas (C) |     |     |
| RB            | 17 | Álvaro Arbeloa    | 44' |     |
| CB            | 18 | Raúl Albiol       | 50' |     |
| CB            | 4  | Sergio Ramos      |     |     |
| LB            | 5  | Fábio Coentrão    |     |     |
| CM            | 14 | Xabi Alonso       | 11' |     |
| CM            | 6  | Sami Khedira      |     |     |
| RW            | 21 | José Callejón     |     | 66' |
| LW            | 7  | Cristiano Ronaldo |     |     |
| AM            | 10 | Mesut Özil        |     | 82' |
| CF            | 9  | Karim Benzema     |     | 61' |
| Náhradníci:   |    |                   |     |     |
| GK            | 13 | Antonio Adán      |     |     |
| DF            | 12 | Marcelo           |     | 82' |
| DF            | 2  | Raphaël Varane    |     |     |
| MF            | 24 | Lassana Diarra    |     |     |
| MF            | 11 | Esteban Granero   |     |     |
| MF            | 22 | Ángel di María    |     | 66' |
| FW            | 20 | Gonzalo Higuaín   |     | 61' |
| Trenér:       |    |                   |     |     |
| José Mourinho |    |                   |     |     |

| Asistenti rozhodčího: Calvo Guadamuro Marco Martínez Čtvrtý oficiální rozhodčí: Usón Rosel |

### Odveta
| 29. srpna 2012 22:30 SELČ |        |                       |                                                                        |
| Real Madrid               | 2 – 1  | FC Barcelona          | Estadio Santiago Bernabéu, Madrid diváci: 85 454 rozhodčí: Mateu Lahoz |
| Higuaín 11' Ronaldo 19'   | Report | 28' Adriano 45' Messi | Estadio Santiago Bernabéu, Madrid diváci: 85 454 rozhodčí: Mateu Lahoz |

| Real Madrid | Barcelona |

| Real Madrid:  |    |                   |     |     |
|               |    |                   |     |     |
| GK            | 1  | Iker Casillas (C) |     |     |
| RB            | 17 | Álvaro Arbeloa    | 38' |     |
| CB            | 3  | Pepe              | 20' |     |
| CB            | 4  | Sergio Ramos      | 72' |     |
| LB            | 12 | Marcelo           |     |     |
| CM            | 14 | Xabi Alonso       |     |     |
| CM            | 6  | Sami Khedira      | 63' |     |
| RW            | 22 | Ángel di María    |     | 79' |
| LW            | 7  | Cristiano Ronaldo |     |     |
| AM            | 10 | Mesut Özil        |     | 83' |
| CF            | 20 | Gonzalo Higuaín   |     | 82' |
| Substitutes:  |    |                   |     |     |
| GK            | 13 | Antonio Adán      |     |     |
| DF            | 18 | Raúl Albiol       |     |     |
| MF            | 19 | Luka Modrić       |     | 83' |
| MF            | 24 | Lassana Diarra    |     |     |
| DF            | 27 | Nacho             |     |     |
| MF            | 21 | José Callejón     |     | 79' |
| FW            | 9  | Karim Benzema     |     | 82' |
| Trenér:       |    |                   |     |     |
| José Mourinho |    |                   |     |     |

| Barcelona:    |    |                   |     |     |
|               |    |                   |     |     |
| GK            | 1  | Víctor Valdés     |     |     |
| RB            | 21 | Adriano           | 28' |     |
| CB            | 14 | Javier Mascherano | 14' |     |
| CB            | 3  | Gerard Piqué      | 50' |     |
| LB            | 18 | Jordi Alba        |     |     |
| DM            | 16 | Sergio Busquets   |     | 75' |
| CM            | 6  | Xavi (C)          |     |     |
| CM            | 8  | Andrés Iniesta    |     |     |
| RW            | 9  | Alexis Sánchez    |     | 32' |
| LW            | 17 | Pedro             |     | 82' |
| CF            | 10 | Lionel Messi      |     |     |
| Substitutes:  |    |                   |     |     |
| GK            | 13 | José Manuel Pinto |     |     |
| DF            | 15 | Marc Bartra       |     |     |
| DF            | 19 | Martín Montoya    |     | 32' |
| MF            | 4  | Cesc Fàbregas     |     |     |
| MF            | 25 | Alex Song         |     | 75' |
| MF            | 37 | Cristian Tello    |     | 82' |
| FW            | 7  | David Villa       |     |     |
| Trenér:       |    |                   |     |     |
| Tito Vilanova |    |                   |     |     |

| Asistenti rozhodčího: Cebrián Devis Núñez Fernández Čtvrtý oficiální rozhodčí: Gil Coscolla |

## Vítěz
| Supercopa de España 2012 Real Madrid (9. vítězství) |